# Przybród
Przybród (kaszb. Przëbròd) – część wsi Ręboszewo w Polsce, położona w województwie pomorskim, w powiecie kartuskim, w gminie Kartuzy, na Pojezierzu Kaszubskim, na obrzeżach Kaszubskiego Parku Krajobrazowego. Wchodzi w skład sołectwa Ręboszewo.
W latach 1975–1998 Przybród administracyjnie należał do województwa gdańskiego.